# Olympische Winterspiele 1994/Teilnehmer (Brasilien)
| Gelbes Symbol für Goldmedaillen mit stilisierten Olympischen Ringen | Graues Symbol für Silbermedaillen mit stilisierten Olympischen Ringen | Braundes Symbol für Bronzemedaillen mit stilisierten Olympischen Ringen |
| ------------------------------------------------------------------- | --------------------------------------------------------------------- | ----------------------------------------------------------------------- |
| —                                                                   | —                                                                     | —                                                                       |

Brasilien nahm an den Olympischen Winterspielen 1994 im norwegischen Lillehammer mit einem Athleten teil.

## Teilnehmer nach Sportarten

### Ski alpin
| Athleten                | Wettbewerbe | 1. Lauf | 1. Lauf | 2. Lauf | 2. Lauf | Gesamt      | Gesamt |
| Athleten                | Wettbewerbe | Zeit    | Rang    | Zeit    | Rang    | Zeit        | Rang   |
| ----------------------- | ----------- | ------- | ------- | ------- | ------- | ----------- | ------ |
| Männer                  |             |         |         |         |         |             |        |
| Lothar Christian Munder | Abfahrt     | –       | –       | –       | –       | 1:56,48 min | 50     |